# جزر بونين

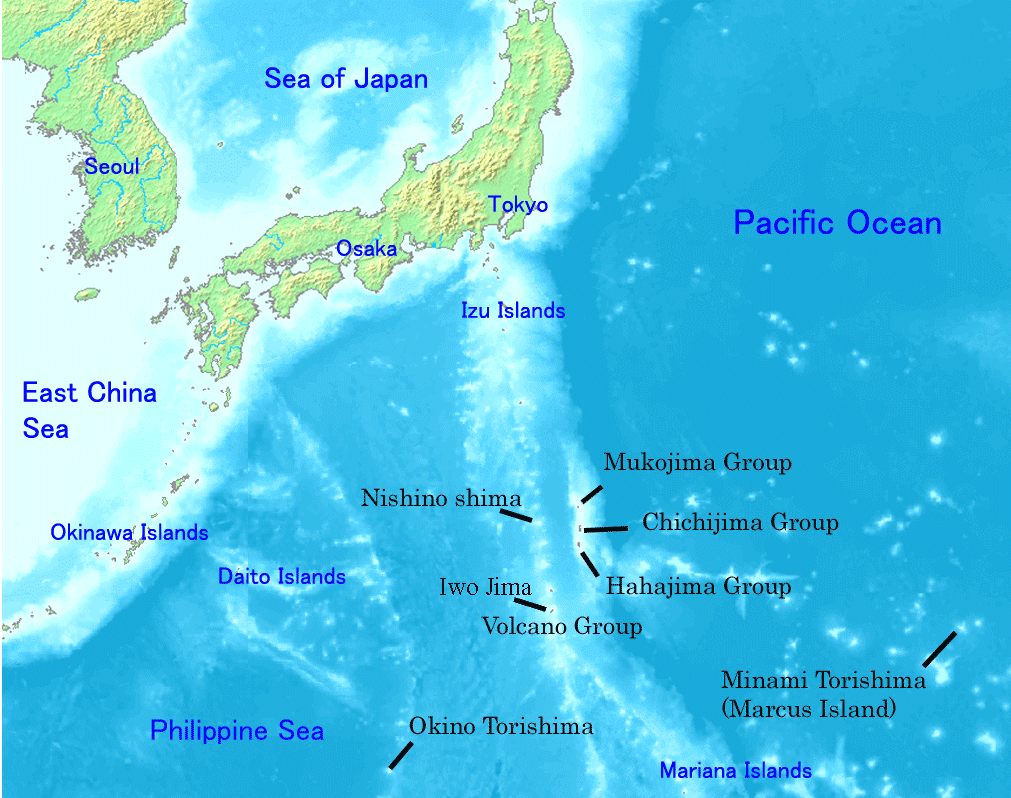
أرخبيل أوغاساوارا

جزر بونين أو جزر أوغاساوارا (باليابانية: 小笠原諸島 أوغاساوارا-شوتو) هي أرخبيل يتكون من أكثر من 30 جزيرة تبعد حوالي 1000 كم جنوب العاصمة اليابانية طوكيو.
تتبع جزر أوغاساوارا إدارياً لمحافظة طوكيو، وتبلغ مساحتها الإجمالية 84 كم مربع.
يتركز السكان في جزر أوغاساوارا على جزيرتين، تشي تشي-جيما (父島)، و هاها جيما (母島) وتتبع إلى طوكيو تحت اسم فرع محافظة أوغاساوارا.

## معرض صور

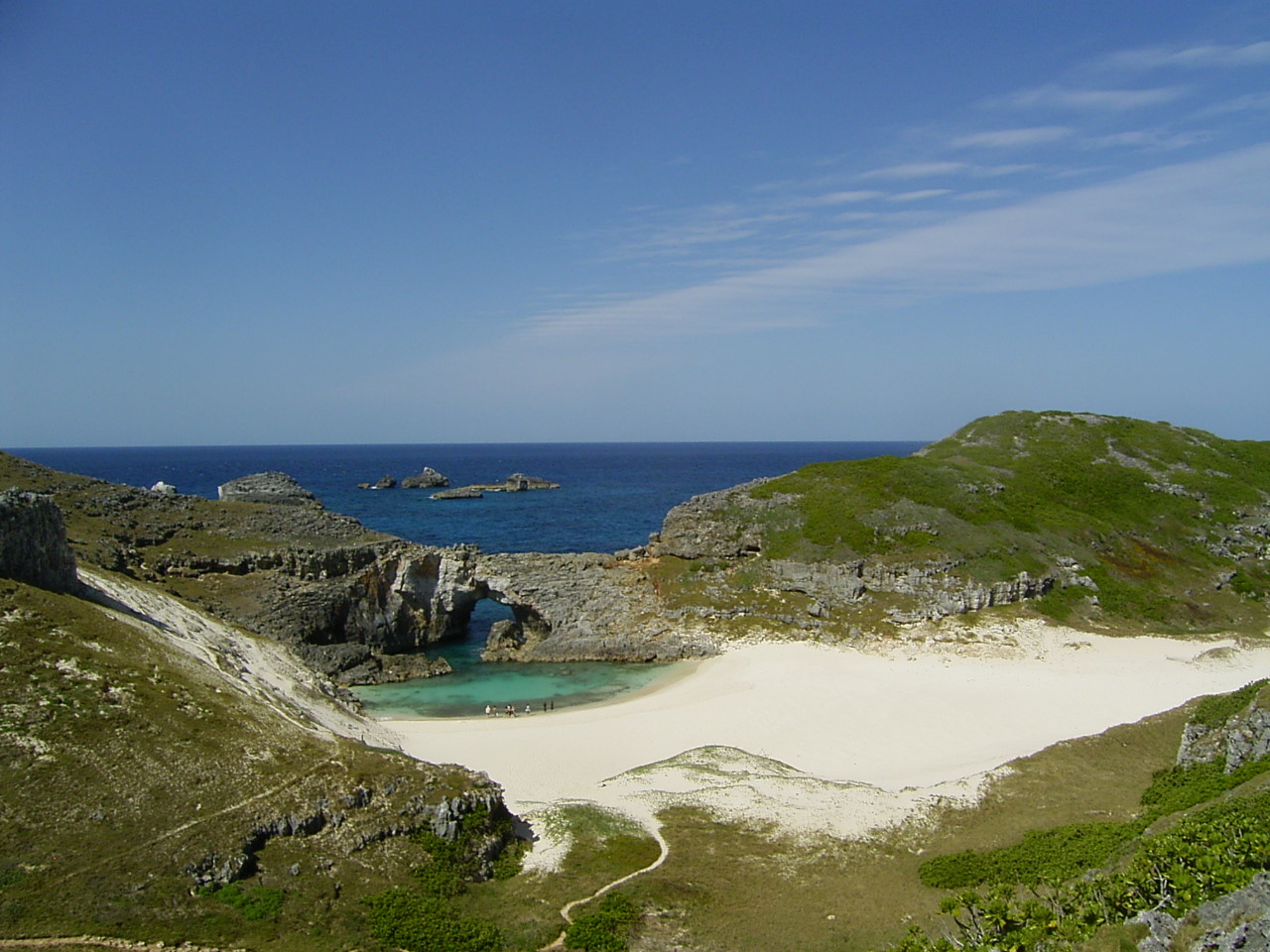
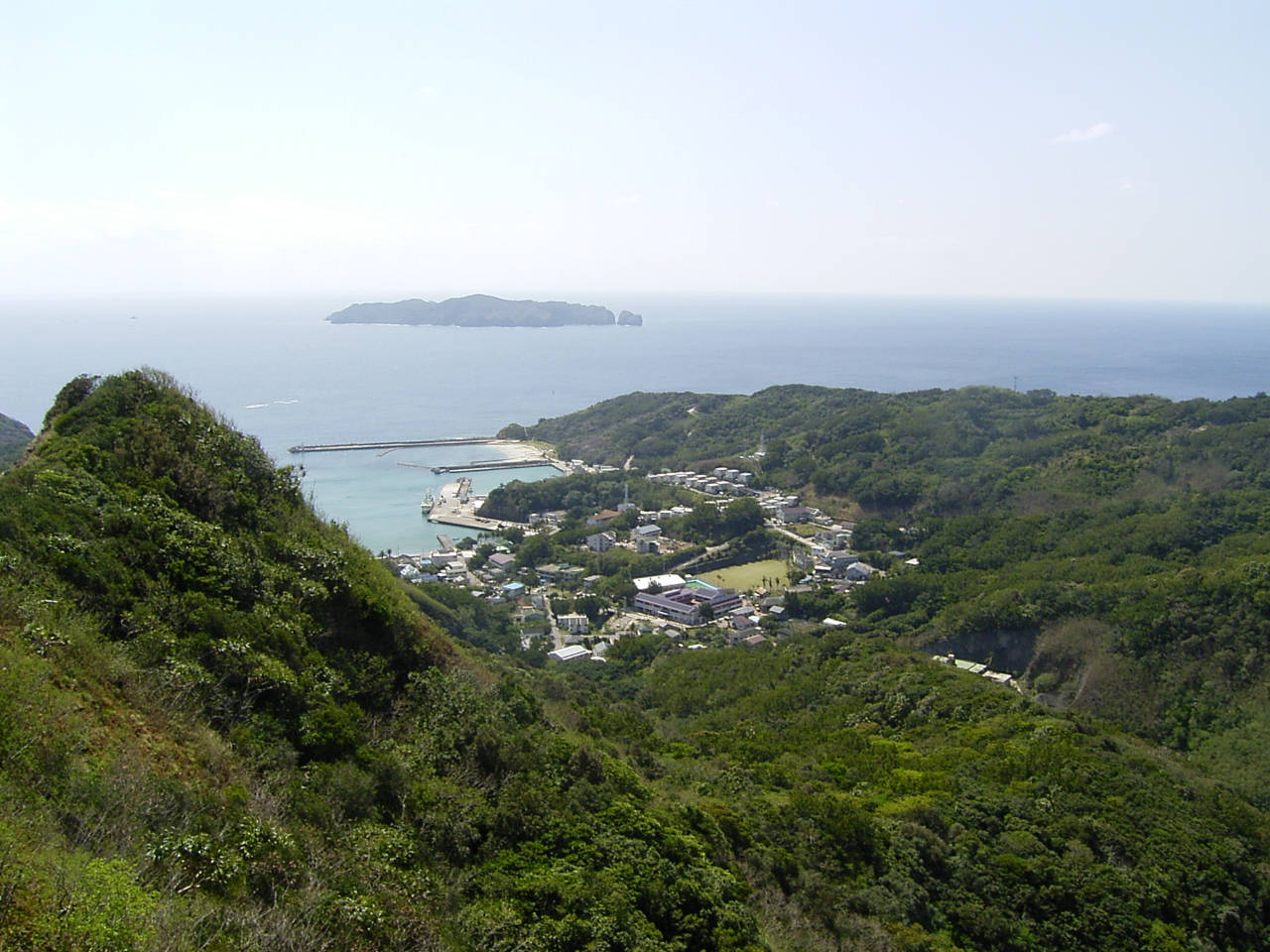
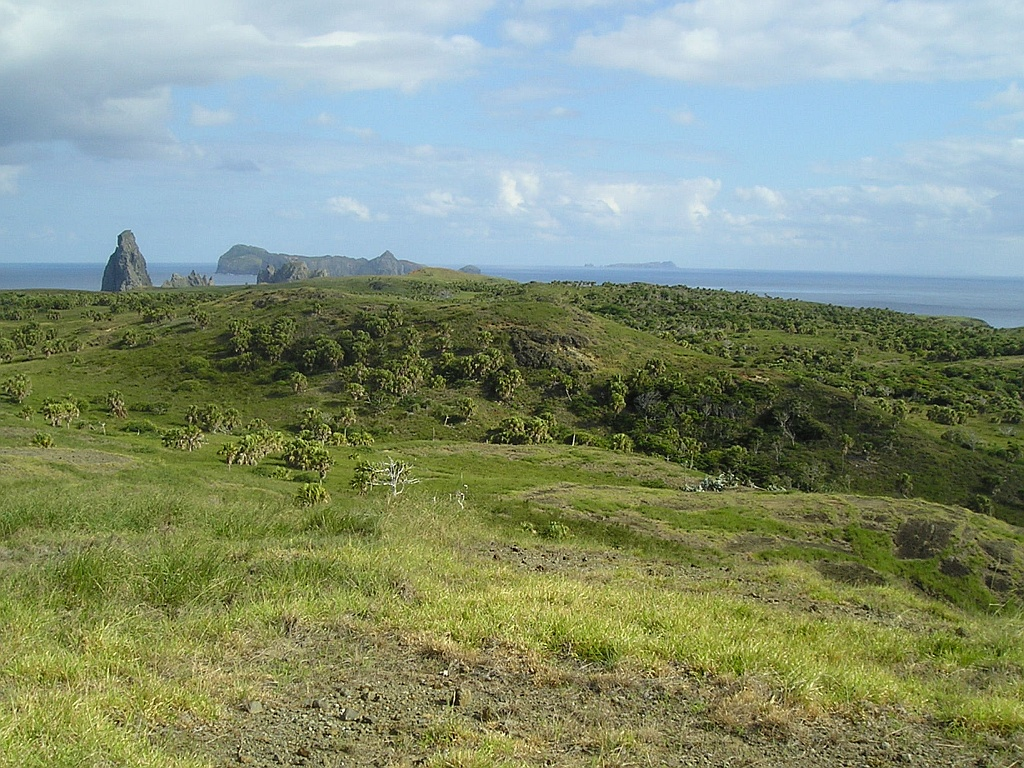

## وصلات خارجية
- موقع قرية أوغاساوارا